# Al Martino
Al Martino, nome d'arte di Jasper Cini (Filadelfia, 7 ottobre 1927 – Springfield, 13 ottobre 2009), è stato un cantante e attore statunitense di origini italiane.
È padre della produttrice e regista Alison Martino.

## Biografia
Figlio di emigrati italiani, lavorò inizialmente nell'azienda edile paterna continuando a dedicarsi a lavoretti extra come boxeur e barista. Con l'amicizia e la frequentazione del tenore Mario Lanza si avvicinò di più al canto. Scelse lo pseudonimo di Al Martino derivandolo dal nome del nonno e dal cognome della madre. Iniziò a cantare nei night club di Philadelphia, sua città natale e, nel 1948, al termine del secondo conflitto mondiale (in cui prestò servizio nei Marine degli Stati Uniti, partecipando, rimanendovi ferito, alla battaglia di Iwo Jima), raggiunse Lanza a New York. Qui, grazie ad un concorso, ottenne una scrittura di due anni per la piccola casa discografica BBS.

### Here in my Heart
Il suo singolo Here In My Heart scalò il 14 novembre 1952 il primo posto delle classifiche di vendita del Regno Unito stilate dal New Musical Express per le Official Singles Chart, record segnalato nel Guinness dei primati-British Hit Singles & Albums. Vi rimase nove settimane, ponendosi al primo posto anche nel Billboard Hot 100 per tre settimane (la medesima posizione sarà raggiunta nel 1966 da un'altra sua incisione, Spanish Eyes).
Il successivo ingaggio da parte della Capitol Records non fece che consolidare il suo successo. Ciò gli attirò le attenzioni dei mobster di Cosa Nostra, che lo fecero oggetto dapprima di amichevoli avvisi e poi di più ostili minacce, tanto da costringerlo al versamento di 75.000 dollari e ad un esilio forzato in Inghilterra per i successivi sette anni.
Ha affermato Martino a proposito di quella esperienza:
(Al Martino)
Solo dopo la morte dei malavitosi che lo perseguitavano, il cantante poté tornare ad esibirsi negli Stati Uniti.
L'esperienza avuta con Cosa Nostra gli servì comunque per conferire maggiore aderenza al carattere di Johnny Fontane - cantante in decadenza che trova nuovo vigore con l'aiuto della mafia - nella saga de Il padrino girata da Francis Ford Coppola sulla base del romanzo di Mario Puzo.

### Spanish Eyes
È stato a metà degli anni sessanta che Al Martino ha registrato uno dei suoi maggiori successi, Spanish Eyes, brano che gli ha fruttato diversi dischi d'oro e di platino per le vendite di dischi.
Inciso nel 1965, ha raggiunto con la riedizione del 1973 la quinta posizione nelle hit parade del Regno Unito. Tutt'oggi è considerato un evergreen: composto da Bert Kaempfert con il titolo originale di Moon Over Naples, figura tra i cinquanta brani maggiormente suonati al mondo.

### Attività di attore
Autore di una cover di Volare (Nel blu dipinto di blu, lanciata al Festival di Sanremo 1958 da Domenico Modugno), piazzata ai primi posti nelle classifiche di vendita di diversi paesi, per il cinema Martino ha interpretato il ruolo di Johnny Fontane nel film del 1972 Il padrino (sua è anche la voce del brano Speak Softly Love - Parla più piano - dalla colonna sonora di Nino Rota). Ha poi interpretato il medesimo ruolo in Il padrino - Parte III, episodio conclusivo della saga tratta dal romanzo di Mario Puzo. Nel 1994 la canzone Love is blue venne utilizzata dalla Barilla come colonna sonora per uno dei suoi più celebri spot, la cui versione lunga è intitolata Viva il blu. Nel 2006 è tornato nel mondo del cinema interpretando il ruolo di un anziano crooner nel cortometraggio di Sal Stevens Cutout, presentato in diversi festival cinematografici.

### Morte
È deceduto nel 2009 poco dopo aver compiuto 82 anni per un attacco di cuore.

## Discografia

### Album
- 1959: Al Martino
- 1960: Swing Along With Al Martino
- 1962: Exciting Voice of Al Martino (U.S. #109)
- 1962: The Italian Voice of Al Martino (U.S. #57)
- 1963: I Love You Because (U.S. #7)
- 1963: Painted, Tainted Rose (U.S. #9)
- 1963: Love Notes
- 1964: A Merry Christmas
- 1964: I Love You More and More Every Day/Tears and Roses (U.S. #31)
- 1964: Living a Lie (U.S. #13)
- 1965: My Cherie (U.S. #19)
- 1965: Somebody Else Is Taking My Place (U.S. #42)
- 1965: We Could (U.S. #41)
- 1966: Spanish Eyes (U.S. #8)
- 1966: Think I'll Go Somewhere and Cry Myself to Sleep (U.S. #116)
- 1966: This Is Love (U.S. #57)
- 1967: Daddy's Little Girl (U.S. #23)
- 1967: This Love for You (U.S. #99)
- 1967: Mary in the Morning (U.S. #63)
- 1968: Love Is Blue (U.S. #56)
- 1968: This Is Al Martino (U.S. #129)
- 1969: Jean (U.S. #196)
- 1969: Sausalito (U.S. #189)
- 1970: Can't Help Falling in Love (U.S. #184)
- 1970: My Heart Sings (U.S. #172)
- 1972: Love Theme from 'The Godfather' (U.S. #138)
- 1975: To the Door of the Sun (U.S. #129)
- 1976: In Concert: Recorded With the Edmonton Symphony Orchestra (live)
- 1978: Al Martino Sings
- 1978: Al Martino
- 1982: All of Me
- 1993: The Voice To Your Heart; prodotto in Germania da Dieter Bohlen
- 2006: Come Share the Wine

### Compilation
- 1964 Vaya con Dios Al Martino Capitol Records Inc
- 1968: The Best of Al Martino (U.S. #108)
- 1999: The Legendary Al Martino

### Singoli
| Anno | Titolo | Album                                              | U.S. | AC | UK |
| ---- | --- | -------------------------------------------------- | ---- | -- | -- |
| 1952 | "Here in My Heart" | The Exciting Voice of Al Martino                   | 1    |    | 1  |
| 1952 | "Take My Heart" |                                                    | 12   |    | 9  |
| 1953 | "Now" |                                                    |      |    | 3  |
| 1953 | "Rachel" |                                                    | 30   |    | 10 |
| 1954 | "Wanted" |                                                    |      |    | 4  |
| 1954 | "The Story of Tina" |                                                    |      |    | 10 |
| 1955 | "The Man from Laramie" (dalla colonna sonora del film L'uomo di Laramie)                                                                        |                                                    |      |    | 19 |
| 1959 | "I Can't Get You Out of My Heart" | Al Martino                                         | 44   |    |    |
| 1959 | "Darling, I Love You" | Al Martino                                         | 63   |    |    |
| 1960 | "Summertime" | Swing Along With Al Martino                        |      |    | 49 |
| 1961 | "Here in My Heart' (nuova registrazione) |                                                    | 86   | 17 |    |
| 1963 | "I Love You Because" | I Love You Because                                 | 3    | 1  | 48 |
| 1963 | "Painted, Tainted Rose" | Painted, Tainted Rose                              | 15   | 3  |    |
| 1963 | "Living a Lie" | Love Notes                                         | 22   | 8  |    |
| 1964 | "Silver Bells" | A Merry Christmas                                  | 6x   |    |    |
| 1964 | "I Love You More and More Every Day" | I Love You More and More Every Day/Tears and Roses | 9    | 3  |    |
| 1964 | "Tears and Roses" | I Love You More and More Every Day/Tears and Roses | 20   | 7  |    |
| 1964 | "Always Together" | We Could                                           | 33   | 4  |    |
| 1964 | "I Can't Get You Out of My Heart" (riedizione)                                                                                                  |                                                    | 99   |    |    |
| 1964 | "We Could" | We Could                                           | 41   | 6  |    |
| 1965 | "My Heart Would Know" |                                                    | 52   | 11 |    |
| 1965 | "Somebody Else Is Taking My Place" |                                                    | 53   | 11 |    |
| 1965 | "My Cherie" | My Cherie                                          | 88   | 26 |    |
| 1965 | "Forgive Me" | Spanish Eyes                                       | 61   | 7  |    |
| 1966 | "Spanish Eyes" | Spanish Eyes                                       | 1    | 15 | 5  |
| 1966 | "Think I'll Go Somewhere and Cry Myself to Sleep"                                                                                               | Spanish Eyes                                       | 30   | 2  |    |
| 1966 | "Wiederseh'n" | Think I'll Go Somewhere and Cry Myself to Sleep    | 57   | 3  |    |
| 1966 | "Just Yesterday" | This Is Love                                       | 77   | 12 |    |
| 1966 | "The Wheel of Hurt" |                                                    | 59   | 12 |    |
| 1967 | "Daddy's Little Girl" | Daddy's Little Girl                                | 42   | 2  |    |
| 1967 | "Mary in the Morning" | Mary in the Morning                                | 27   | 1  |    |
| 1967 | "More Than the Eye Can See" |                                                    | 54   | 1  |    |
| 1968 | "Love Is Blue" | Love Is Blue                                       | 57   | 3  |    |
| 1968 | "Lili Marlene" |                                                    | 87   | 7  |    |
| 1968 | "Wake Up to Me Gentle" |                                                    |      | 21 |    |
| 1969 | "I Can't Help It" |                                                    | 97   | 10 |    |
| 1969 | "Sausalito" | Sausalito                                          | 99   | 13 |    |
| 1969 | "I Started Loving You Again" |                                                    | 86   | 19 |    |
| 1970 | "Can't Help Falling in Love" | Can't Help Falling in Love                         | 51   | 5  |    |
| 1970 | "Walking in the Sand" |                                                    |      | 9  |    |
| 1970 | "True Love Is Greater Than Friendship" |                                                    |      | 33 |    |
| 1971 | "Come into My Life" |                                                    |      | 30 |    |
| 1971 | "Losing My Mind" |                                                    |      | 39 |    |
| 1972 | "Speak Softly Love" (tema d'amore da Il Padrino)                                                                                                | Love Theme from 'The Godfather'                    | 80   | 24 |    |
| 1972 | "Canta Libre" |                                                    |      | 37 |    |
| 1975 | "To the Door of the Sun" ("Alle porte del sole" nella versione originale di Lorenzo Pilat cantata da Gigliola Cinquetti per Canzonissima 1973)) | To the Door of the Sun                             | 17   | 7  |    |
| 1975 | "Volare" ("Nel blu dipinto di blu") | To the Door of the Sun                             | 33   | 9  |    |
| 1976 | "My Thrill" |                                                    |      | 43 |    |
| 1976 | "Sing My Love Song" |                                                    |      | 24 |    |
| 1977 | "Kentucky Morning" | Love Is Blue                                       |      | 26 |    |
| 1978 | "The Next Hundred Years" | Al Martino                                         | 49   | 6  |    |
| 1978 | "One Last Time" |                                                    |      | 44 |    |

N.B. "Spanish Eyes" raggiunse il quinto posto in classifica con la riedizione del 1973.